# Margaret Lambert
Margaret Lambert (7 de noviembre de 1906-22 de enero de 1995) fue una historiadora británica especializada en historia alemana. También coleccionó y conservó arte popular inglés con su pareja, Enid Marx.

## Primeros años de vida y educación
Margaret Barbara Lambert nació y creció en Devon. Su padre era George Lambert, I vizconde Lambert, y Winston y Clementine Churchill visitaban la casa familiar.
Recibió educación privada y luego asistió Lady Margaret Hall, Oxford, donde estudió PPE. Estudió su doctorado en la Escuela de Economía de Londres con Charles Manning. En 1933 realizó investigaciones en Berlín, Sarre y París para su tesis titulada «El territorio del Sarre como factor en las relaciones franco-alemanas». Se graduó en 1936.
En 1931, conoció a Enid Marx y se convirtieron en pareja. Marx diseñó una portada para el libro de 1934 basándose en la tesis de Lambert.  Marx y Lambert colaboraron en la recopilación de material para un libro, When Victoria Began to Reign: A Coronation Year Scrapbook (1937) y crearon una colección de arte vernáculo.

## Carrera
Durante la Segunda Guerra Mundial, trabajó para el Instituto de Asuntos Internacionales y como oficial de inteligencia para el Servicio Austriaco de la BBC.
Después de la guerra, la tutora de Lambert de Oxford, Mary Coate, la ayudó a convertirse en editora asistente de Documents on British Foreign Policy, 1919-1939. Trabajó con Llewellyn Woodward y Rohan Butler en varios volúmenes.
En 1946, Lambert y Marx publicaron English Popular and Traditional Art como parte de la serie «Britain in Pictures». A finales de 1946, Lambert y Marx formaron parte de un equipo del Consejo de Diseño Industrial enviado a Alemania. También realizaron encuestas en Escandinavia. En 1947 viajaron a Italia para realizar más investigaciones. Lambert y Marx escribieron para British Craftsmanship (1948) de W. J. Turner.
En 1949, se convirtió en profesora en la Universidad de Exeter, pero abandonó la institución dos años más tarde para convertirse en redactora jefe de los Documents on German Foreign Policy, 1918-1945 para el Ministerio de Asuntos Exteriores. Fue la historiadora británica (junto con Maurice Baumont y Paul Sweet, de Francia y Estados Unidos respectivamente) responsable de examinar los archivos y decidir qué debía publicarse y cuándo. Discutió los Archivos de Marburgo con Churchill y otros ministros del gobierno, especialmente el contenido relacionado con el duque de Windsor. También fue miembro del Comité Asesor Histórico del Ministerio de Asuntos Exteriores, discutiendo el regreso de documentos a Alemania Occidental a partir de 1956.
Aceptó una cátedra en la Universidad de Saint Andrews en octubre de 1956. Fue la primera mujer contratada directamente para este puesto en lugar de ser promovida desde asistente y tenía un salario inicial de £1200 por año. Marx se mudó a vivir con Lambert en Saint Andrews. Abandonó Saint Andrews en enero de 1961 y regresó a trabajar para el Ministerio de Asuntos Exteriores.
En 1971, tras la muerte de Woodward, Lambert terminó su trabajo en British Foreign Policy in the Second World War. Escribió un prefacio sobre el Plan Dawes y la Conferencia de La Haya sobre reparaciones que se incluyó en los Documents on British Foreign Policy publicados en 1975.

## Muerte y conmemoración
La colección de arte popular de Lambert y Marx se conserva en la Galería de Arte Compton Verney.
Un monumento conmemorativo a Lambert fue encargado por Marx y realizado por Judith Verity. Fue colocado en St Michael's, Spreyton.